# Tribunalul județean din Buzău
Tribunalul județean din Buzău este un monument istoric aflat pe teritoriul municipiului Buzău.

## Galerie

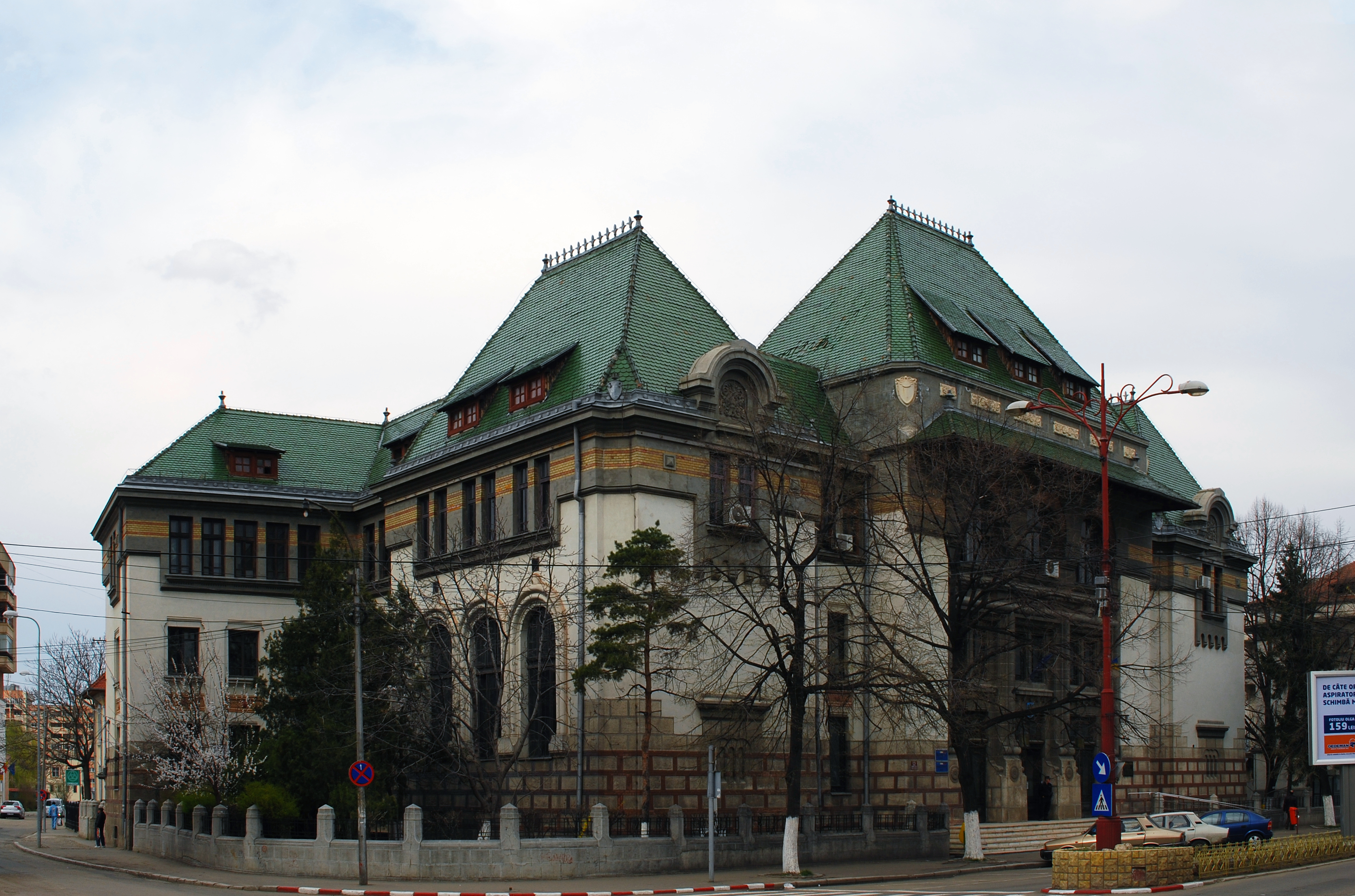
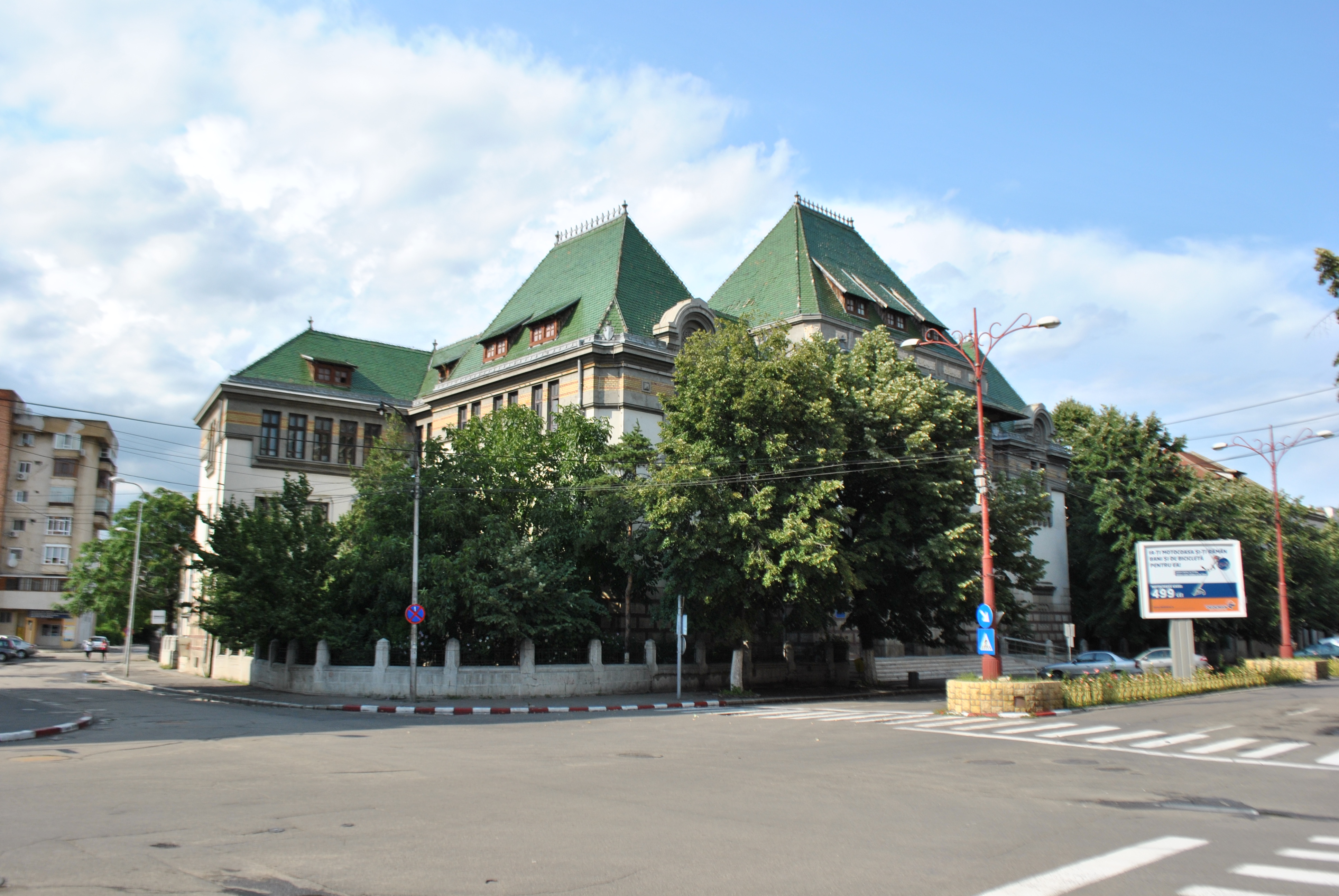
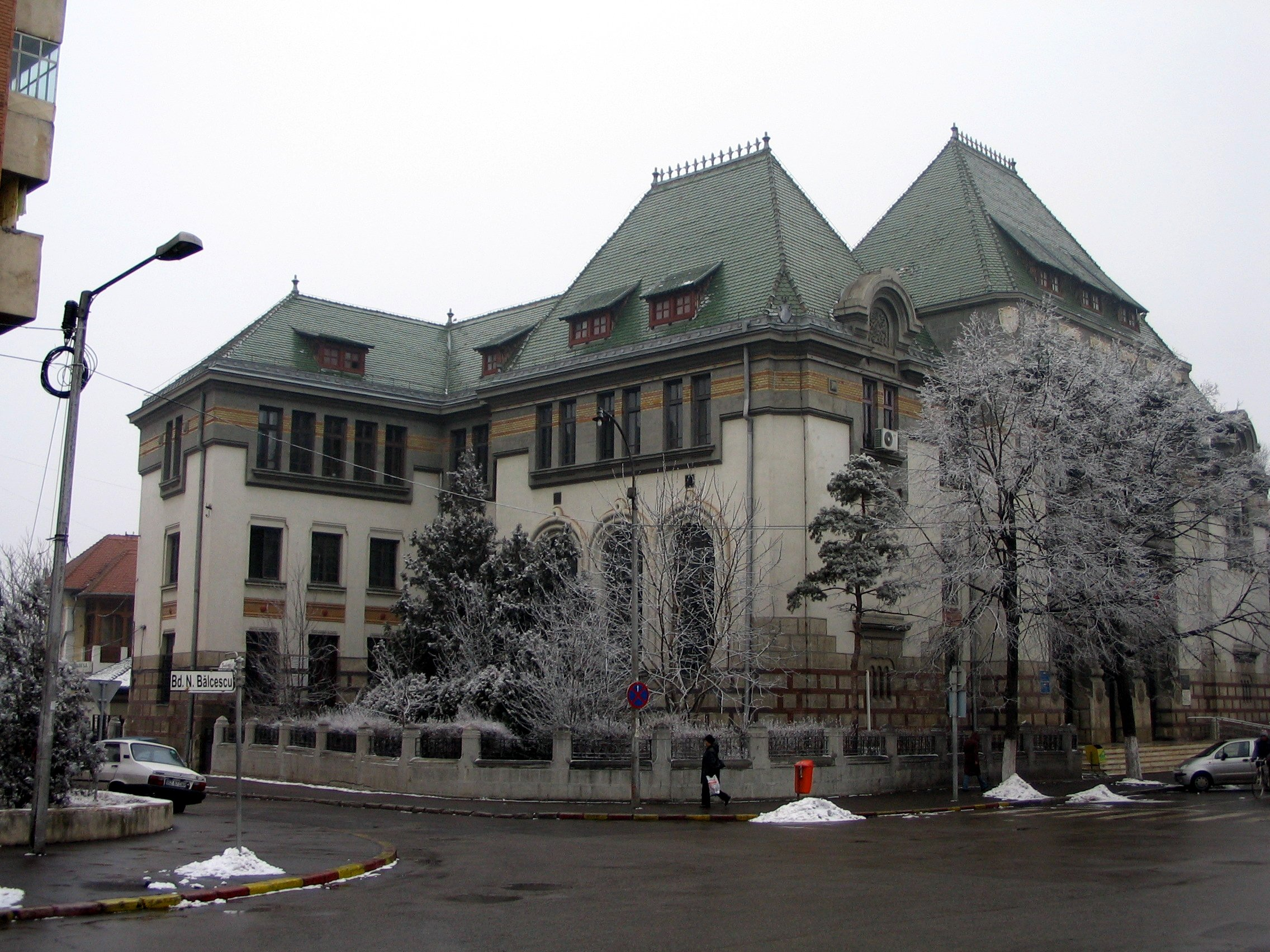
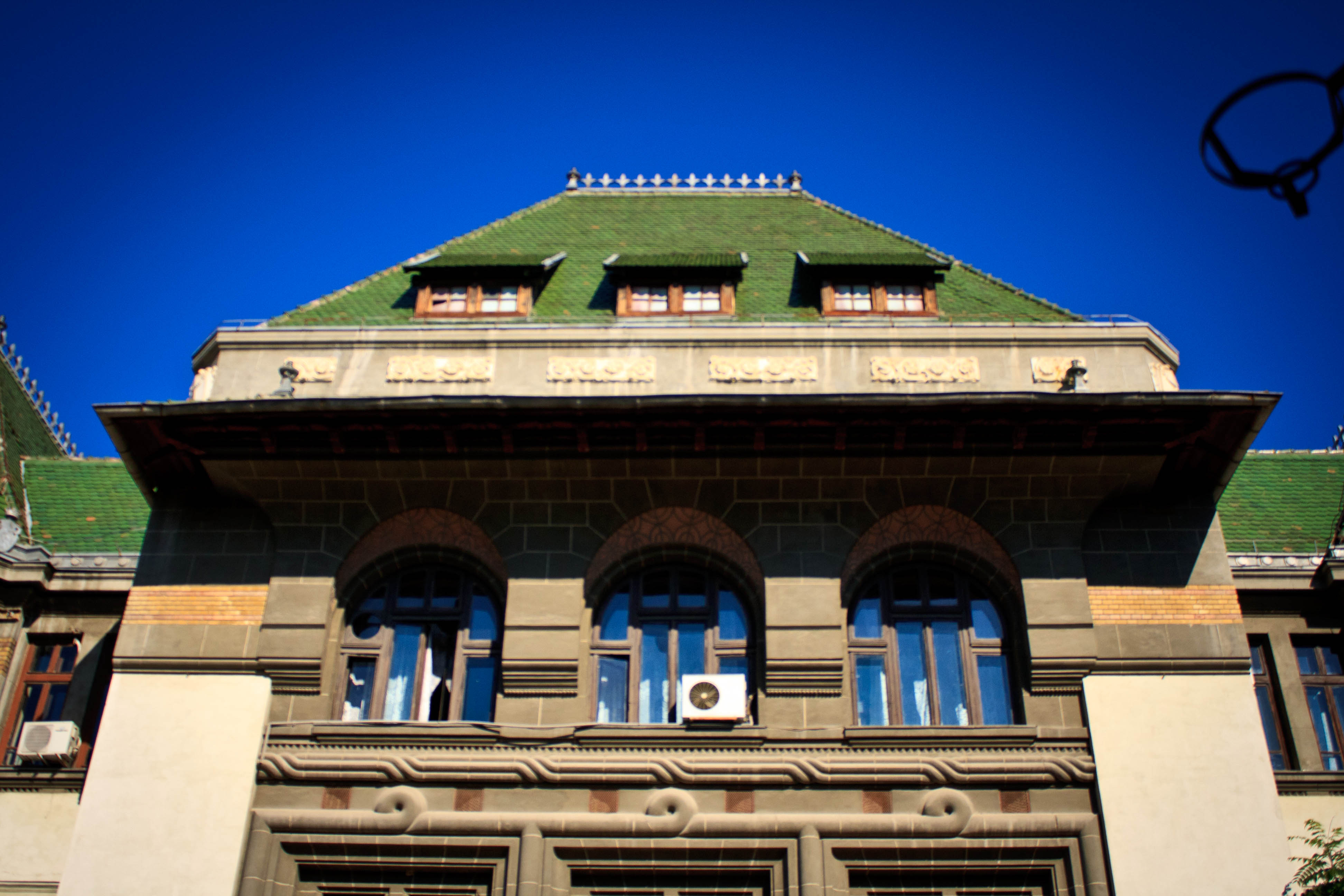